# Кальдероне (ледник)
Ледник Кальдероне (итал. Ghiacciaio del Calderone) — в настоящее время самый южный ледник Европы. Расположен в каре горы Корно-Гранде, высочайшей точки Апеннин, в регионе Абруцци, в массиве Гран-Сассо.

## Общие сведения
После исчезновения в 1913 году ледника Коррал де ла Велета в массиве Сьерра-Невада на Пиренейском полуострове, лежавшим на 37° северной широты, ледник Кальдероне стал самым южным в Европе. Его размеры ежегодно уменьшаются из-за таяния, и при сохранении современных темпов он исчезнет до 2020 года.
В 2017 году, а также в 2012 и 2007 годах из-за схожих погодных и климатических условий ледник претерпел сильное сокращение видимой внешней части, вероятно, достигнув исторического минимума с начала съемки.
Ниже ледника, на высоте 2678 метров, находится озеро София, размером примерно 60 на 8 метров и глубиной около 3 метров.
| Эволюция объёма и площади ледника |              |            |
| Год                               | Площадь (м²) | Объём (м³) |
| 1794                              | 104 257      | 4 332 207  |
| 1884                              | 90 886       | 3 382 166  |
| 1916                              | 63 335       | 3 386 485  |
| 1934                              | 59 713       | 2 461 529  |
| 1960                              | 60 030       | 1 729 934  |
| 1990                              | 52 586       | 360 931    |
| 2005                              | 32 900       | -          |
| 2006                              | 32 700       | -          |
| 2008                              | 35 545       | -          |